# Carl von Opel

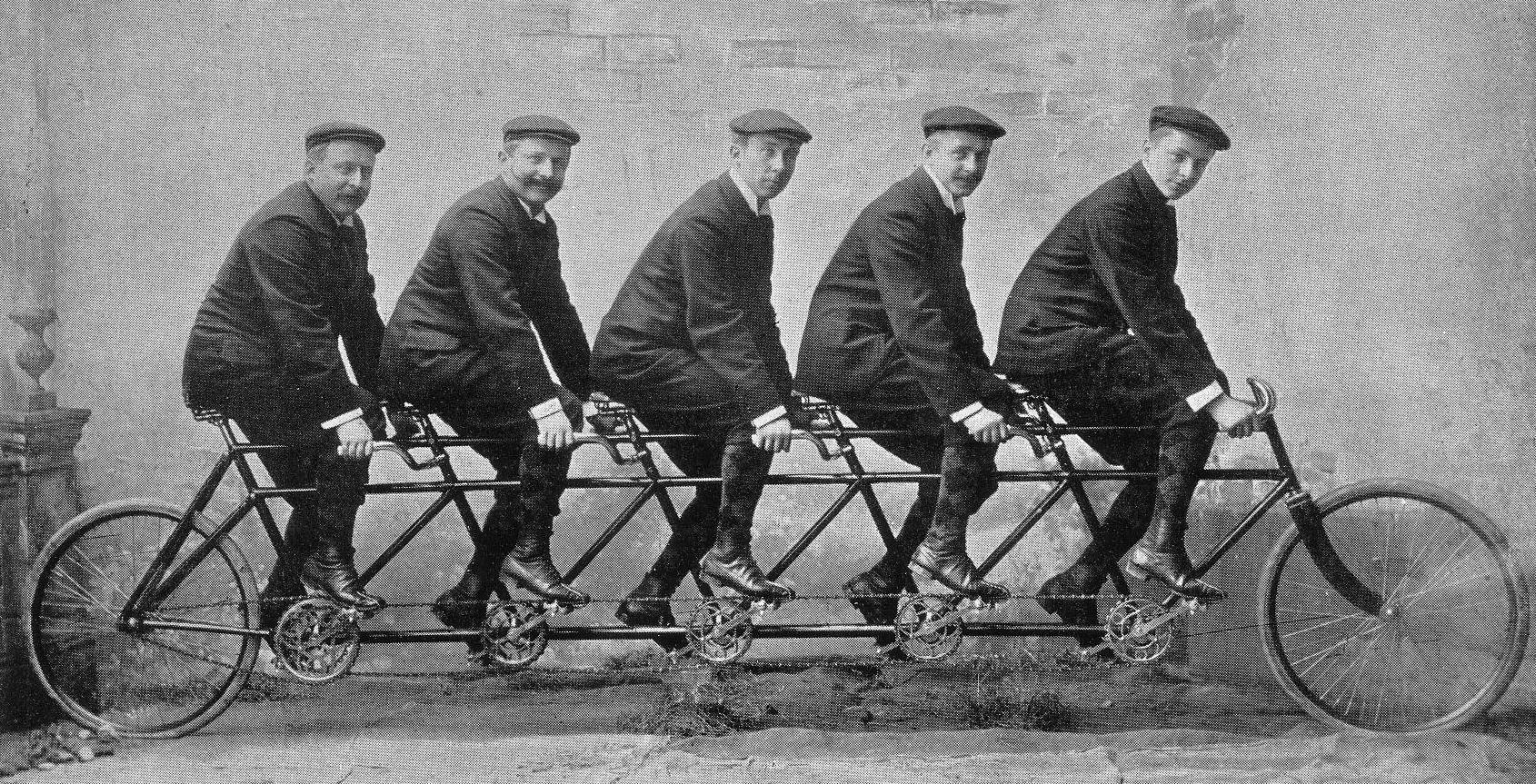
Die Gebrüder Opel (von links nach rechts): Carl, Wilhelm, Heinrich, Fritz und Ludwig

Georg Adolf Carl Opel (ab 1918 von Opel; * 31. August 1869 in Rüsselsheim; † 16. Februar 1927 in Frankfurt am Main) war ein Unternehmer aus der Familie Opel und einer der Begründer des deutschen Automobilherstellers Opel.

## Leben
Carl Opels Eltern sind Adam und Sophie Opel. Sein Vater gründete Opel 1862 in Rüsselsheim als Hersteller von Nähmaschinen, später aber erweiterte er den Konzern zur Fahrradmanufaktur. Nach dem Tod seines Vaters 1895 übernahmen Carl sowie seine vier Brüder die Firma.
Er heiratete in Frankfurt am Main am 30. Mai 1895 Helena Wilhelmine Mouson, die Tochter des Frankfurter Seifen- und Parfümfabrikanten Johann Jacob Mouson und der Eleonore Dorothea Hock.
1898 brachten Carl, Wilhelm und sein Bruder Fritz den Konzern in die Automobilindustrie mit dem Kauf der kleinen Lutzmannfabrik in Dessau.
Carl wurde am 17. Januar 1918 in Darmstadt vom letzten Großherzog Ernst Ludwig in den großherzoglich hessischen Adelsstand erhoben und am 7. März zum Geheimrat ernannt. Seine Brüder Wilhelm und Heinrich waren schon ein Jahr zuvor geadelt worden.
Carl von Opel war Mitglied des Corps Franconia Darmstadt. Er ist bestattet im Opel-Mausoleum in Rüsselsheim am Main.

## Sonstiges
Der Name des seit 2015 erhältlichen Kleinwagens Opel Karl ist eine Hommage an den Opel-Ahnen.